# Rail
『Rail』（レール）はNew Cinema 蜥蜴の1枚目のアルバム。

## 内容
「eighteen」はナムコから発売されたプレイステーション用ゲームソフト「テイルズ オブ エターニア」のエンディングテーマ（PSP版ではオープニングテーマを担当したGARNET CROWの「flying」のBGMに差し替えられた）。後に、車谷啓介、岩井勇一郎が所属したバンド、三枝夕夏 IN dbとして「飛び立てない私にあなたが翼をくれた」のカップリングとしてセルフカバーされた。

## 収録曲
1. Rail
2. CaNDY LiFe
3. SO CUTE!
4. eighteen
5. Drive me evil
6. Ghost Mind
7. Believe myself
8. Silence
9. Talkin' Talkin' Talkin'
10. Smashing the good! Smashing the bad!
11. Flash Back
12. 車輪

- 全作詞：舩木基有（#1はinstrumental、#5、9は車谷啓介）、全作曲：岩井勇一郎（#6、9は川越英樹）、全編曲：New Cinema 蜥蜴（#11は岩井勇一郎）